# 千徳有寛
千徳 有寛（せんとく ありひろ、1998年12月9日 - ）は、福岡県出身のサッカー選手。ポジションはミッドフィールダー。

## 経歴
2022年6月9日、セルビア・スーペルリーガのFKヴォジュドヴァツに加入した。